# Анка Ламбрева
Анка Василева Ламбрева (22 февруари 1895 – 18 февруари 1976) е българска пътешественичка, медицинска сестра, писателка, лекторка, родолюбка.
Тя е първата българка, прелетяла във самолет (като пасажерка) над Ламанша, както и първата българска околосветска пътешественичка.

## Ранни години
Родена е в Карлово през 1895 г. в големия, но беден Пиперков род. В семейството били 5 деца и живеели в голяма оскъдица. Когато завършва 3-ти прогимназиален клас, Анка решава да продължи образованието си в Пловдив. Баща ѝ няма възможност да я издържа в Пловдивската гимназия и затова Анка, на своя глава, се зарича да продължи обучението си, като живее в пансион и работи като слугиня. „На улицата ще спя, под фенера ще чета, но пак ще завърша!“, зарича се тя и успява.
Една нощ в пансиона избухва пожар – старовремският полилей с фитил и газ пада, течността се разпилява и огънят превзема стаята. Другите момичета се разпищяват и хукват да дирят помощ. Анка остава сама сред пламъците. Когато пристига мъжка помощ, огънят вече е угасен, а тя спокойно чете. С куража въпреки недоимъка завършва гимназия с отличие. 
Година и половина учи медицина и работи като служителка в застрахователна компания в София, за да се издържа, но точно тогава умират един след друг нейните родители и тя се принуждава да напусне столицата, за да издържа своето семейство в Карлово, където става учителка.
През 1922 г. печели чрез конкурс стипендия за Американския колеж в Цариград, където се обучава за медицинска сестра и стажува в местна болница. Анка силно мечтае да стане лекарка и, когато през 1925 г. колежът е закрит от правителството на Мустафа Кемал Ататюрк, тя завършва училище за милосърдни сестри и работи в болница край Босфора. Благодарение на всеотдайната ѝ работа биват спасени няколко човешки живота, включително и този на бебе.

## Първо околосветско пътешествие
Работата ѝ я среща с болен англичанин – господин Тейкън, който се лекува в нейната болница. Благодарение на навременната ѝ намеса при нощно дежурство Анка спасява живота му и той отново се изправя на крака. След 5 години Тейкън издирва своята спасителка и я кани в град Дънидин, Нова Зеландия да се грижи за болната му дъщеря. Така през март 1928 г. младата жена тръгва на път на другия край на света.
Пътуването трае 3 месеца, през което време тя посещава Египет, Индия, Цейлон и Австралия. Вече в Нова Зеландия, тя се влюбва в Раймънд, с когото изкарва прекрасен месец на остров Таити.
В маорското племе тюканрънги
Анка прекарва няколко месеца сред маорите от племето тюканрънги, сприятелява се с вожда Мита Таупопоки, 85-годишен по онова време, както и с местните красавици Тиароа и Сузана. В своите спомени тя разказва подробно за начина им на живот, танците и древната култура, сред които важно място заемат дървените скулптури на разните им божества. Разказва, че маорите изобразявали всичко, каквото им дойде наум, върху себе си – лицето, тялото и нозете си, а когато били влюбени, гравирали очите, устните и пръстите на изгората си и творели тъй, както творят днешните скулптури. Тя се впечатлява, че пред вратите на домовете им земята сякаш била нарочно продупчена, а оттам като от самовар излизала гореща пара. Околността, в която живеело племето, била осеяна с гейзери, а над парата яденето увирало скоро. Във врящите малки извори с помощта на мрежички маорите пускали картофи, яйца и плодове, за да се сварят по-бързо. Там, където горещите извори били най-многобройни, те си правели жилищата, за да им топлят зимно време пода, на който спели.
Обществена дейност в Нова Зеландия
Българката изнася сказки в колежи, университети и женски дружества, като запознава обществеността в Оукланд, Уелингтън, Дънидин и други големи градове на острова с историята, географията и етнографията на България. Открива безплатен курс по българска бродерия в женско дружество и така в Нова Зеландия се появяват българските шевици.
Във всички големи новозеландски вестници се появяват статии под надслов „Непознатата България" с нейния подпис. Тя ги изпраща на българското Министерство на външните работи, което ги превежда на френски език и ги адресира до легациите ни по света като реклама на България.
Ето какво пише професор по философия в Уелингтън: „В този град можах да чуя многобройните сказки на една българка. България – с нейната слава на велико минало, златната епоха на цар Симеон, тъмното робство, борбата за освобождението, възхода и пр., тя е всичко, в което диша благородството на българина!“
За широката ѝ обществена дейност се изказва сър Ж. М. Томпсън: „Лично за себе си, като учител и литератор с дългогодишна опитност, по-късно като министър на народното просвещение, и днес като член на Парламента и президент на Върховния коронен съд, в моята 83-годишна възраст и живот, прекаран повечето в тази страна, едва миналата година срещнах за пръв път български поданик. За мен беше удоволствие да се запозная с госпожица Анка Ламбрева от Карлово, девойка с образование, възпитание и високи идеали, факт, който ме накара да мислим тъй и за целия български народ. Ако една страна можа да роди една дъщеря с достойнство, характер и високи идеали, трябва да е страна с хора също с високи идеали и фини възгледи.“ Той дори праща писмо на българското правителство, в което нарича Анка „любимка на цялата страна“.

## Отново в България
През 1929 г., водена от носталгия, потегля към България. Тръгнала от едната страна на земното кълбо, тя се връща от другото. Пътуването ѝ се превръща в истинска приказка. Тя се спира на островите Тасмания, Таити, Фиджи и Самоа. Оттам с кораб се отправя за Лос Анджелис, Ванкувър, към Торонто и Ниагарския водопад. Преминава Канада от запад на изток, после достига източното крайбрежие на САЩ и от Нюфаундленд се озовава в Англия.
През 1929 г. тя става първата жена в света, прелетяла със самолет над Ламанша. От Париж с влак заминава за Германия, а оттам с параход по Дунав през зимата на 1930 г. стига до Видин и продължава за своето любимо Карлово.
При завръщането си в България тя пише:
„Видях света и се връщам в България с още повече любов. С какво нетърпение очаквам да спре параходът във Видин. България, когато срещам тая дума в някоя книга или вестник, струва ми се, че не съществува по-красива страна на Земята. Светът е красив, но чужд. Там цветята не издават същия аромат, птичката не пее със същия глас, там няма нашата Розова долина и кръшни песни при ранно майско утро. България, колко хубава си ти!“

## Второ околосветско пътешествие
Неспокойният ѝ дух обаче не я свърта на едно място и тя отново потегля на околосветско пътешествие. За 3 години Анка обикаля 42 държави, като на някои места спира за по-дълго. Говори 7 езика, предава уроци по френски и английски език, помага за създаването на болници и училища и навсякъде разказва за непознатата България, която има славно минало, прекрасен климат, гостоприемни хора и вкусни плодове. Нейните сказки за Страната на розите се слушат с голямо внимание. Язди кон и кара мотоциклет – нещо необичайно за жена, чувствала се еднакво добре както в самолет и влак първа класа, така и на гърба на камила.
Един от най-интересните моменти по време на това пътешествие е срещата ѝ в Париж с легендарния български кеч борец Дан Колов. Една вечер след една от неговите схватки с френския шампион, на тепиха излиза очарователна българска девойка, облечена в народна носия, която му поднася букет от рози и му пожелава още по-големи успехи.
В средата на 1930-те години Анка Ламбрева се озовава в Иран. Тя се движи в средите на интелигенцията и елита на заможните англичани. Въпреки че е материално обезпечена, водена от своя алтруизъм, не престава да работи като болногледачка, директор на болница, учителка и директорка на училище. Вечер, след работния ден бърза да запечата впечатленията си от тази страна на контрасти върху белия лист. Приютява в дома си бедна иранка с тригодишния ѝ син.
Втора световна война – Иран и Ливан
В началото на Втората световна война я убеждават да се откаже от българското си поданство и да осъди България. Самият външен министър на Иран ѝ предлага това, като ѝ обещава, че след това ще се радва на почести и слава в неговата съвсем не бедна родина. По това време страната му е английско владение, а България е във война с Англия. Анка Ламбрева отказва с думите: „Аз съм българка и не мога да съдя родината си!“.
След този отказ е заточена в концлагера „Мио-Мие“ в Ливан. Там се отдава на писане и изпод перото ѝ излизат много стихове, предимно посветени на България, както и поемата на френски „Зад бодливата тел“. В лагера тя е свидетел на ужасни сцена: жени, които проституират за хляб, самоубийци, умиращи от глад и болести, полудяващи от безизходица. Успява да убеди началника на лагера да бъде открита и оборудвана болница, в която лекува болните и ранени пленници. Така се запознава с бъдещия си съпруг – младия персиец Райян Ахмад Дин, който е докаран ранен в лагера. През 1943 г. заедно с останалите лагерници е освободена с мъжа ѝ от съюзническите войски, които разгромяват германците и навлизат в Ливан.
След войната – в Иран и пътувания
Заедно със съпруга си Райян Ахмад Дин („дин“ означава княз) заминава за Иран, където той има наследствено имение от 12 села, 3 от които са ѝ подарени като сватбен подарък. Тя ги благоустроява, като премахва глинените колиби и построява нови масивни къщи за местните, както и канали към зеленчуковите градини, кокошарници и краварници. Основава малки клиники за болните, училища за децата, езиков учебен център, културен клуб (в който прожектира филми от България), училище. С лични средства, лекарства и дрехи подпомага социално слабите и болни хора.
Страстта ѝ към пътешествията все така не я напуска и тя продължава да пътува с мъжа си и осиновения си син Килмарс. През 1957 г. и през 1964 г. посещават Ливан, Сирия, Италия, Швейцария, Китай, Япония, Цейлон, Виетнам, Австралия, Нова Зеландия, Таити, Фиджи, Самоа и други страни.

## Старини в родината
След смъртта на съпруга си през 1970 г. се завръща в България, вече 75-годишна. Прави много дарения на Окръжния държавен архив в Пловдив и на Историческия музей в Карлово. Нейните великолепни пътеписи и есета, книгите ѝ „Карлово и карловци – от 1877 г. до днес“, „Из моята околосветска обиколка. Царицата на Южните морета“ и фотоалбумите с красиви фотоси на екзотични страни и непознати хора предизвикват истинска сензация след появата им в България.
Опознала мизерията и богатството, любовта и омразата, след почти 81 години, изживени като приказка, Анка Ламбрева умира в родния си град на 18 февруари 1976 г. Последната ѝ воля е да бъде погребана в Карлово до своите родители.

## Книги и публикации
- „Из моята околосветска обиколка. Царицата на Южните морета“
- „Карлово и карловци след Освобождението до 9 септември 1944 г.“
- „Ана“ – неиздаден биографичен роман
- Peeps of Bulgaria, 1934 г.[2]
- Life in Bulgaria (Животът в България), статия от вестник The Press, Нова Зеландия, брой 19889, 28 март 1930 г.[3]